# Korunovace Karla Velikého
Korunovace Karla Velikého je obraz z dílny italského renesančního umělce Raffaela. Ačkoli je všeobecně přijímáno, že Raffael vytvořil kompozici, fresku pravděpodobně namaloval Giovan Francesco Penni. Obraz byl součástí Raffaelovy zakázky na vyzdobení místností, které jsou nyní známé jako Stanze di Raffaello v Apoštolském paláci ve Vatikánu. Obraz se nachází v místnosti, která byla pojmenována po Požáru v Borgu, Stanza dell'incendio del Borgo.
Obraz vyobrazuje korunovaci Karla Velikého na císaře Svaté říše římské papežem Lvem III. (papež v letech 795 až 816) na Štědrý večer roku 800. Za Karlem Velikým drží páže královskou korunu, kterou právě sundal, aby mohl přijmout tu císařskou.
Je docela pravděpodobné, že freska odkazuje na Boloňský konkordát, sjednaný mezi Svatým stolcem a Francouzským královstvím v roce 1515, protože Lev III. je zobrazován jako Lev X. a Karel Veliký jako František I. Podle Giorgia Vasariho je páže držící královskou korunu portrétem dítěte Ippolita de' Medici.